# ボーイング B-1
ボーイング B-1
- 用途：郵便飛行機
- 分類：飛行艇
- 製造者：Boeing Airplane Company
- 運用者：エドワード・ハバート
- 初飛行：1919年12月27日

ボーイング B-1 (Boeing B-1) はアメリカのボーイング社によって1910年代末に開発された郵便飛行艇である。同社にとってはじめて商用目的に設計された航空機であったためB-1と名づけられた。1基のエンジンを推進式に装備する複葉の木造飛行艇でありこれは同時代の飛行艇に珍しくないものであった。
1926年までのおよそ7年間の間にシアトル～ヴィクトリア間での郵便飛行を中心に350,000マイルの飛行を行ない、その後改良型のB-1Dと旅客機仕様のB-1Eが製作された。
今ではシアトルにある歴史産業博物館 (MOHAI) で復元された機体を見ることができる。

## 要目 (B-1)
- 乗員：1名
- 積載量：乗客 2 名 または 同重量の貨物
- 全長：31 ft 3 in
- 全幅： 50 ft 3 in
- 最大速度：90 mph （145 km/h)
- 巡航速度：80 mph (126 km/h)
- 上昇限度：13,300 ft
- 航続距離：400 miles (644 km)